# Michel Robichaud
Pour les articles homonymes, voir Robichaud.
Michel Robichaud est un styliste québécois né en 1939 à Montréal, au Canada. Il est connu pour être une personnalité majeure de la mode au Québec et au Canada. D'abord spécialisé dans la confection sur mesure émanant de la haute couture, son engagement dans la mode s'est élargi au prêt-à-porter et aux accessoires. Il se démarqua dans la création d'uniformes pour des événements de renommée mondiale telles que l'Exposition universelle de Montréal, en 1967 ou les Jeux Olympiques de Montréal, en 1976.

## Biographie
Après l'obtention de son diplôme à l'École des métiers commerciaux de Montréal en 1960, Robichaud obtiendra une bourse qui lui permettra d'étudier à l'École de la Chambre Syndicale de la Couture Parisienne, puis il fit des stages dans les ateliers de couture de Nina Ricci et de Guy Laroche,. Il fut grandement inspiré par la maison Christian Dior, avec Yves Saint-Laurent et par la maison Chanel.
«J’ai eu la chance de voir sa dernière collection chez Dior et sa première dans sa propre maison. Yves Saint-Laurent était un révolutionnaire», témoigne d’admiration Michel Robichaud en évoquant le grand couturier français. (L'Echo de Maskinongé, 2020)
Le 13 février 1963, il ouvrit sa maison de couture, au 1400 avenue des Pins à Montréal et présenta sa première collection. Il deviendra rapidement une personnalité marquante de la mode québécoise. Il sera remarqué, en autres, par l'actrice Elizabeth Taylor qui lui commanda plusieurs modèles lors de son séjour à Montréal en 1964. Lors d'une entrevue en 2020 dans le journal L'Echo de Maskinongé, il déclare : «C’est à ce moment que je me suis fait véritablement un nom. On en a parlé dans le New York Times et dans les magazines européens». Il habillera à son retour à Montréal les grandes familles québécoises comme les Bombardier, Desmarais et Simard et de nombreuses personnalités québécoises lui seront fidèles telles que Marie-Claire Boucher Drapeau (épouse de Jean Drapeau), Corinne Côté-Lévesque, Denise Pelletier et Yvette Brind’Amour.
«Je faisais de la haute couture pour me faire connaître mais ce n’est pas ça qui est rentable». (L'Echo de Maskinongé, 2020)
Son talent de styliste fut à nouveau reconnu quand le maire de la ville de Montréal Jean Drapeau lui demanda de créer les uniformes des hôtesses et des guides du pavillon du Canada pour l'Exposition universelle de 1967 à Montréal. La même année, il dessina les uniformes des agentes et agents de bord d'Air Canada.

De 1968 jusqu'en 1978, sa boutique sur la rue Crescent à Montréal présenta des collections de haute couture et de prêt-à-porter. Ce sera un des lieux les plus courus de la mode québécoise. En 1973, sa maison de couture lancera le premier parfum créé au Canada, Brunante.
 «C’était l’été et il y avait un magnifique coucher de soleil à travers les arbres. Le parfum était prêt et il restait à trouver un nom. J’ai dit à mon épouse: on va l’appeler Brunante, ça sera non seulement le premier parfum canadien mais il aura un nom québécois», se remémore le gentleman-farmer de la mode. (L'Echo de Maskinongé, 2020)

### Liste des entreprises et des événements pour lesquels le styliste Michel Robichaud a créé des uniformes[1]
- 1967 - Exposition universelle de Montréal
- 1967 - Air Canada
- 1976 - Jeux olympiques de Montréal
- 1986 - Via Rail, dans le cadre de l'Exposition universelle de Vancouver
- ? - Hydro-Québec
- ? - Communauté urbaine de Montréal

## Distinctions
- 1996 - Membre de l'Ordre du Canada
- 2001 - Chevalier de l'Ordre national du Québec